# Світ+
«Світ+» — загальноукраїнський пізнавальнний телеканал, що входить до медіаконгломерату «1+1 Media».

## Історія
31 жовтня 2023 року телеканал став переможцем конкурсу на отримання ліцензії на мовлення в MX-7 цифрової етерної мережі DVB-T2.
24 жовтня 2024 року Національна рада України з питань телебачення і радіомовлення зареєструвала телеканал на супутникове мовлення та переоформила цифрову ліцензію, змінивши логотип на «Світ+».
1 листопада того ж року телеканал розпочав мовлення в MX-7 цифрової етерної мережі DVB-T2.

## Мовлення

### Супутникове мовлення
| Супутник         | Стандарт | Частота | Символьна швидкість | Поляризація       | FEC | Формат зображення | Примітки | Кодування |
| ---------------- | -------- | ------- | ------------------- | ----------------- | --- | ----------------- | -------- | --------- |
| Astra 4A (4.8°E) | DVB-S2   | 11766   | 30000               | горизонтальна (H) | 2/3 | MPEG-4            | EPG      | FTA       |

### Етерне цифрове мовлення
| Канал | Мультиплекс | Стандарт | EPG        | Формат мовлення |
| ----- | ----------- | -------- | ---------- | --------------- |
| 7     | MX-7        | DVB-T2   | Green tick | SD 576 16:9     |

## Наповнення етеру
- А ти знав?
- Воєнні ігри
- Дика їжа
- Дім моєї мрії
- Здобич
- Історія Європи
- Мандруй Україною з Дмитром Комаровим
- Мисливці за смаками
- Найвизначніші події Другої світової війни
- Помста природи
- Світ навиворіт з Дмитром Комаровим
- Секретні бункери
- Стародавній Єгипет: хроніки імперії
- Тест на виживання
- Фермерство у дикій природі з Майклом Робінсоном
- Шпигуни на війні